# Archer & Armstrong
Archer & Armstrong est un comics créé en 1992 par Barry Windsor-Smith pour Valiant Comics.

## Historique de publication
En 1992, pour étoffer la liste des comics que sa jeune maison d'édition, Valiant Comics, propose, Jim Shooter invite Barry Windsor-Smith à créer une nouvelle série. Archer & Armstrong racontent les aventures d'un improbable duo d'amis. Archer est un jeune homme qui après une expérience de mort imminente se retrouve doté de capacités extraordinaires et Armstrong est un immortel avec des superpouvoirs. Archer a passé des années dans un monastère bouddhiste et mène une vie ascétique alors qu'Armstrong est bon vivant et porté sur l'alcool. Ils sont amenés à combattre une secte qui s'est infiltrée dans les rouages des états et qui veut faire périr Armstrong. Windsor-Smith est aux commandes de la série sur quasiment tous les épisodes (seulement deux ne sont pas dessinés par lui) même s'il est parfois aidé au scénario par Shooter ou Bob Layton.
La série dure jusqu'en 1994. À ce moment, le monde des comics connaît une crise née de l'explosion d'une bulle spéculative. Valiant Comics en fait les frais et est racheté par Acclaim Entertainment. Les tentatives pour relancer les comics de Valiant ne sont pas satisfaisantes et tous disparaissent. En 2007, une nouvelle société Valiant Entertainment est fondée et les droits des personnages de Valiant Comics sont repris. Archer & Armstrong est relancé en 2016 scénarisé par Fred Van Lente et dessiné par  Clayton Henry.